# Метеорит Block Island

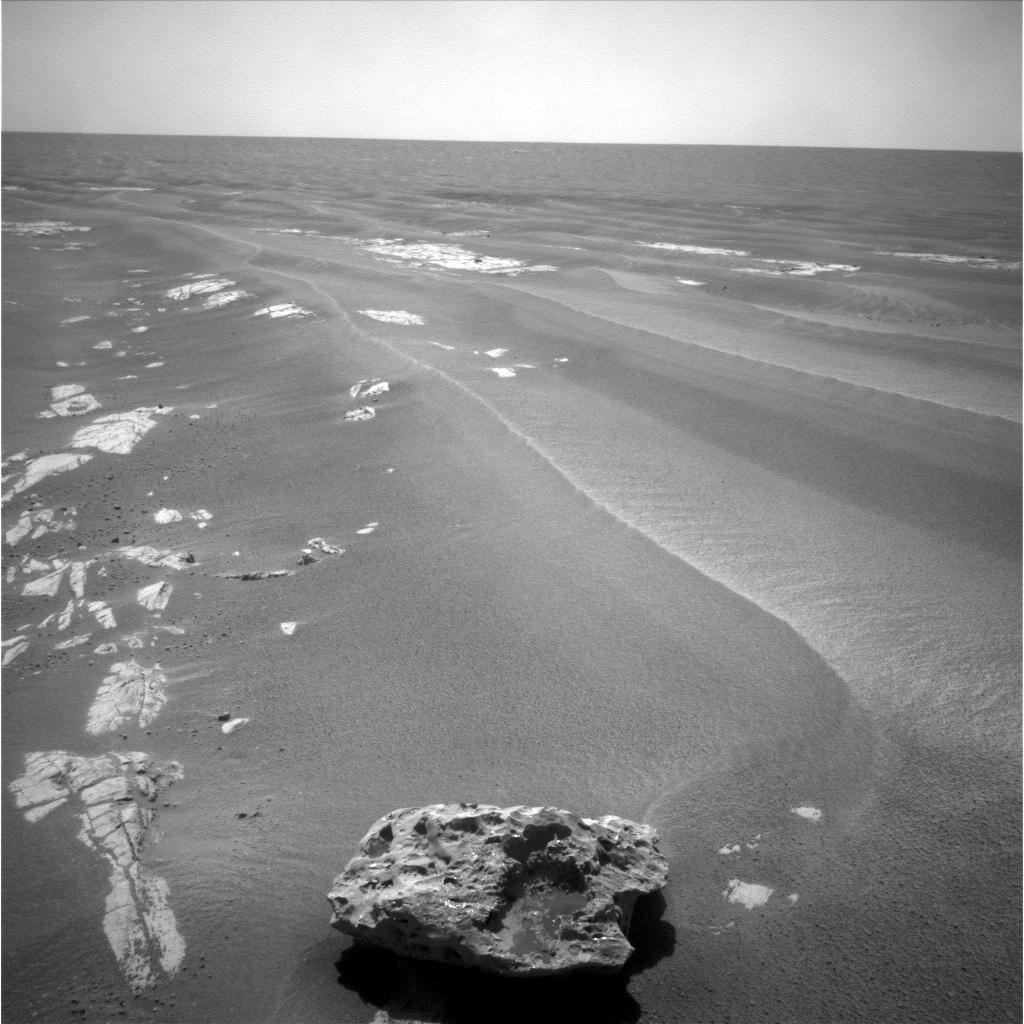
Метеорит Block Island на поверхні Марса.

Block Island — метеорит на Марсі. Знайдений марсоходом «Оппортьюніті» у серпні 2009 р. Офіційно називається Meridiani Planum 006 або, коротко, MP 006. Складається переважно із заліза з домішками нікелю.
Block Island став першим метеоритом, знайденим на Марсі в цьому місці. Після нього були знайдені ще два метеорита — Mackinac Island і Shelter Island.
Метеорит Block Island є найбільшим метеоритом, знайденим на Марсі. Його розмір становить 60 см у поперечнику і 30 см у висоту.
Дослідники НАСА вважають, що метеорит впав на планету приблизно 3,5 мільярда років тому.

## Інтернет-ресурси
- «Opportunity знайшов на Марсі метеорит Block Island»